# Zalman
Zalman Tech Co. är ett företag baserat i Sydkorea som utvecklar och säljer kylsystem för persondatorer. Företaget grundades 1999.
Sedan företaget startade har det utvecklat sina produkter till den grad att det nu har flera patent inom både kylning och ljuddämpning. Zalman var det första företaget som kunde erbjuda marknaden ett helt fläktlöst datorchassi som istället för fläktar förde bort värme genom att använda heatpipes och flänsar.
Företagets produkter inkluderar främst speciella kylflänsar och fläktar för processorer. Utöver detta tillverkar Zalman även tysta nätaggregat, vattenkylningssystem för datorer samt en mängd kyllösningar för specifika komponenter i persondatorer.
Zalmans främsta konkurrenter inkluderar: Papst, Thermaltake, Spire, och Arctic Cooling.

## Bilder

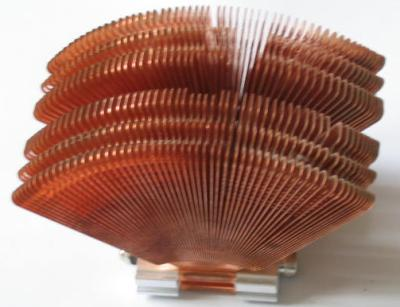
Zalmans blomformade koppar-CPU-kylfläns.
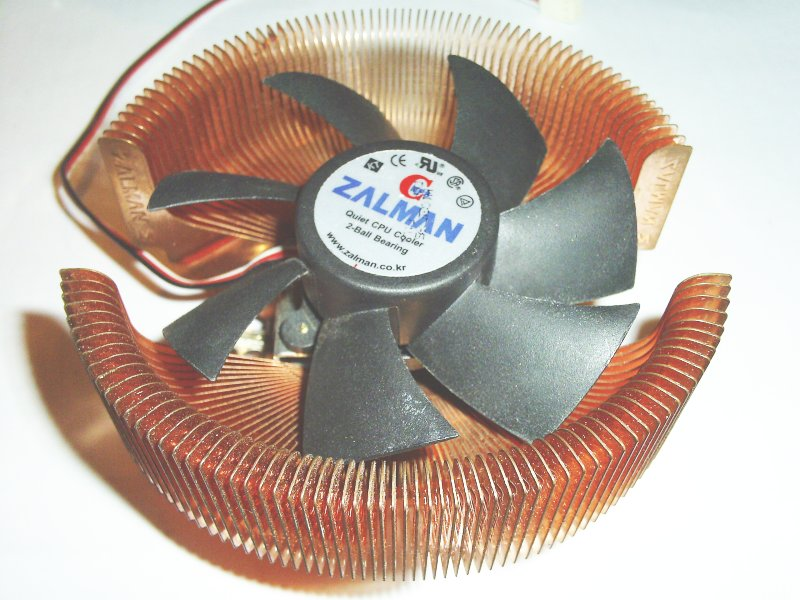
En Zalman 7000 för mikroprocessorerna Pentium 4 ock Athlon 64.
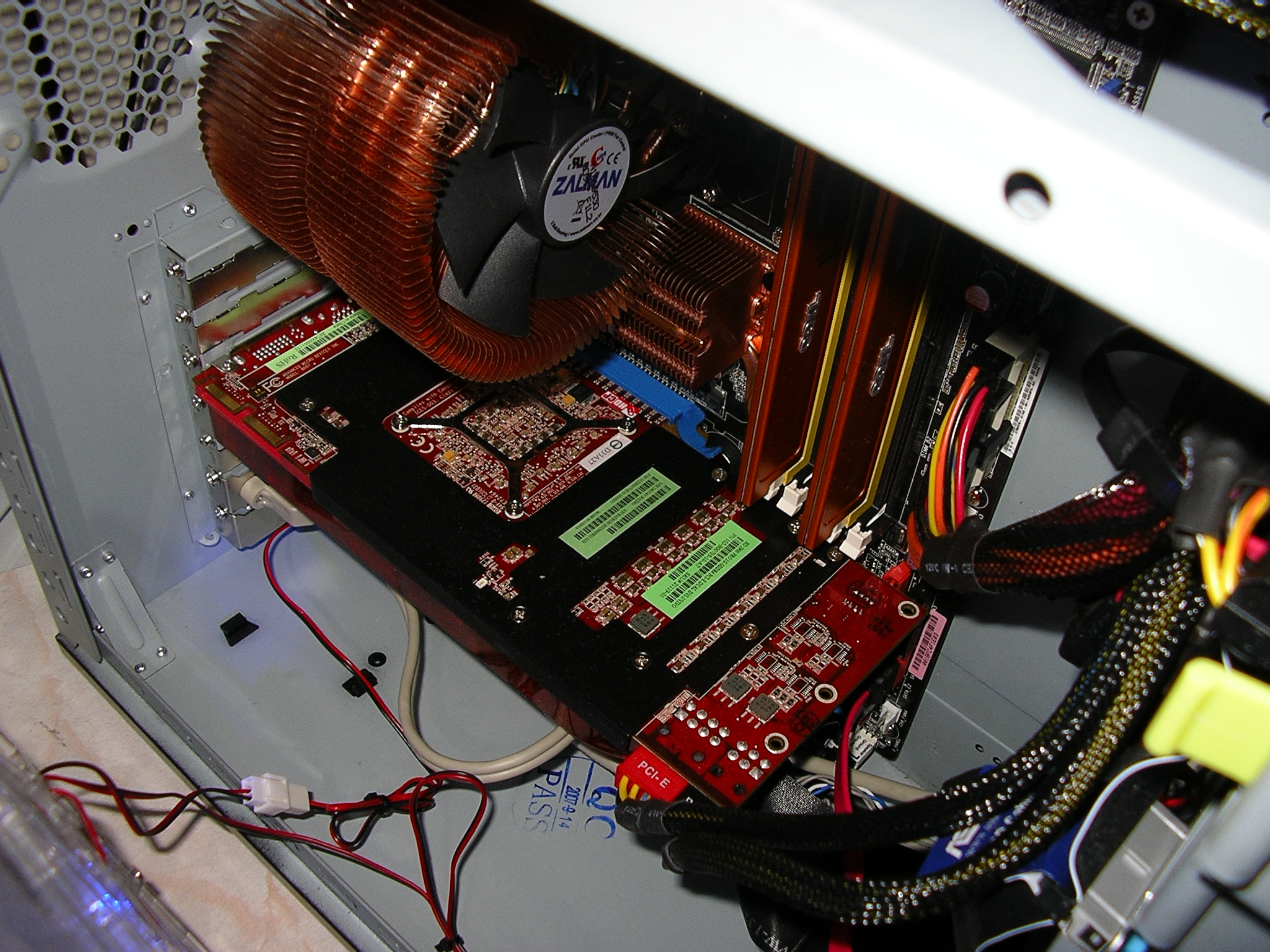
Zalman CNPS9500AT